# Scybalista semiferrealis
Scybalista semiferrealis là một loài bướm đêm trong họ Crambidae.